# کوسیمو نوچرا
کوسیمو نوچرا (به ایتالیایی: Cosimo Nocera) بازیکن فوتبال و اهل ایتالیا است که از سال ۱۹۶۵ میلادی عضو تیم ملی فوتبال ایتالیا بوده و در ۱ بازی ملی حضور داشته‌است. او در بازی‌های ملی‌اش ۱ گل به ثمر رساند.
کوسیمو نوچرا آخرین بازی ملی خود را در سال ۱۹۶۵ میلادی انجام داد.